# 도네츠크 인민공화국과 루간스크 인민공화국의 독립 승인에 관한 블라디미르 푸틴의 연설
"도네츠크 인민공화국과 루간스크 인민공화국의 독립 승인에 관한 블라디미르 푸틴의 연설"(러시아어: Речь Владимира Путина о признании ДНР и ЛНР) 또는 "우크라이나 사태에 관한 연설"은 2022년 2월 21일 러시아 정부가 우크라이나 분리주의 지역인 도네츠크 인민공화국과 루간스크 인민공화국을 독립국으로 인정하겠다는, 러시아 대통령 블라디미르 푸틴의 TV 연설이다. 연설 중 푸틴은 우크라이나의 역사와 국내 정치에 대해 여러 주장을 펼쳤다. 연설 내용은 2021-2022년 러시아-우크라이나 위기가 고조되었다는 것이었고, 이는 3일 후 우크라이나 영토 내의 "특별 군사 작전" 선언(2022년 러시아의 우크라이나 침공)으로 이어졌다.

## 연설
푸틴은 "돈바스의 상황이 위급하고 첨예한 단계에 이르렀다"며 "우크라이나는 우리에게 단순한 이웃 나라가 아니다. 우리의 역사, 문화 및 영적 공간에서 양보할 수 없는 부분"이라는 서두로 연설을 시작했다.
그 다음은 우크라이나와 소련의 역사에 대한 여러 주장으로 이어진다. 현대 우크라이나는 1917년 볼셰비키가 구 러시아 제국 소수민족 유화 정책의 일환으로 탄생했고, 이오시프 스탈린이 소련 헌법에서 제거하지 못한 "혁명이 낳은 역겨운 유토피아적 환상"이며, 이러한 실수는 1980년대 후반 미하일 고르바초프의 개혁이 불러온 분권화 및 민주화와 함께 궁극적으로 소련의 분할과 "역사적 러시아의 붕괴"를 불러왔다는 것이다.
그런 다음 푸틴은 구소련 이후 러시아가 구소련 국가의 부채 전부를 떠맡은 것 등 다른 구소련 국가에 지원을 제공했다고 주장했다. 그러나 푸틴은 우크라이나가 소련의 금괴와 해외 자산 일부의 지분을 계속 주장하고 있으며, 우크라이나 정부는 "어떤 의무도 지지 않으면서" 러시아와 긴밀한 관계를 맺으며 특권을 계속 누리기를 원했고, 러시아와의 관계를 무기로 서방을 협박하여 더 큰 우대를 제공하도록 했다고 주장했다.
이어 그는 소련 이후 우크라이나가 "민족주의와 부패 바이러스에 감염됐다"고 주장하며 2014년 존엄 혁명을 두고 우크라이나를 내전으로 몰아넣은 서구 열강이 주도한 쿠데타라고 불렀다. 이어 그는 우크라이나 정부가 러시아어를 사용하는 우크라이나인을 차별하는 법을 제정했으며, 핵무기 보유 의도와 우크라이나 영토 내 NATO 군대 증강 등 러시아에 대한 적대 행위 차원에서 군사력을 키우고 있다고 말했다. 푸틴은 이어 " 우크라이나의 NATO 가입은 러시아 안보에 직접적인 위협"이라며 나토가 동유럽으로 확장하지 않으리라는 약속이 지켜지지 못했다고 말했다.
그런 다음 그는 우크라이나가 민스크 협정을 지키지 않고 있으며, 결과적으로 도네츠크 인민 공화국 과 루한스크 인민 공화국의 독립을 인정하기 위해 "오랫동안 미뤄왔던 결정을 내려야 했다"고 말했다. 두 국가와의 우호 및 상호 원조 조약이 서명될 것이라고도 밝혔다. 그런 다음 푸틴은 우크라이나 정부에 "적대 행위를 즉시 중단"하라고 요구하며, 그렇지 않으면 "벌어질 유혈 사태의 책임은 전적으로 우크라이나 집권 정권에 있다"는 말로 연설을 마쳤다.

## 반응
기자들은 러시아 민족주의, 러시아 제국주의, 러시아 실지회복주의, 역사 수정주의적인 논조를 지적하며, 연설에 대한 우려를 표명했다.
《가디언》 외신기자 숀 워커는 푸틴이 "연설 중 참으로 노발대발하는 것처럼 보였다"며 "분노에 차 횡설수설하는 설교"를 했다고 묘사했다. 《포린 폴리시》의 크리스탭스 안드레이존스는 연설을 두고 "이해하기 어렵지만 국가의 영광을 어둠 속으로 끌고 가는 난잡하고, 일관성 없고, 분노 뿐인 망언"이라며 "한 때 러시아 제국주의의 희생자였던 이웃 국가들이 크게 걱정하고 있는 것도 당연하다"고 작성했다. 오스트레일리아 국립 대학교의 매튜 서식스는 "푸틴은 실용주의의 대가라기보다 역사에 대한 이해가 부족한 국수주의자에 더 가까웠다"며 푸틴이 "냉전 종식의 역사를 다시 쓰는 것을 개인의 사명으로 삼았던 것 같다"고 덧붙였다.
연설 중 1917년 러시아 혁명 이후 블라디미르 레닌과 볼셰비키가 우크라이나를 만들었다는 주장은 특히 광범위한 회의론에 부딪혔다. 하버드 대학의 세르히 플로키는 "기묘한 역사 해석"이라며 "러시아 혁명과 그에 따른 러시아 제국의 몰락을 피상적으로만 알고 있어도, 현대 우크라이나의 형성은 레닌의 의도나 1917년 10월 페트로그라드의 볼셰비키 쿠데타가 지향하던 바와는 정반대라는 사실을 알 수 있다"고 말했다. 캘리포니아 대학교 버클리의 치한 투갈은 연설 내용을 두고 "푸틴이 다시 쓴 역사이자, 우크라이나와 소련의 다른 국가들은 공산주의의 가공품이고 오직 러시아만이 실재하고 자연적이라는 역사"라며 "자기 결정권에 대한, 역사에 남을 부정"이라고 기술했다. 현대사 센터의 마리오 케슬러는 "독립을 추구하는 현대 우크라이나 민족 의식은 이미 19세기에 존재했다"며 푸틴은 "1917년 단절시킨 볼셰비키 국제주의 이후 이오시프 스탈린이 재개한 제정 러시아의 제국주의적 욕망을 계승했다"고 작성했다.

## 같이 보기
- 러시아인과 우크라이나인의 역사적 일체성에 관하여
- 우크라이나의 러시아화
- 소련-우크라이나 전쟁
- 우크라이나-나토 관계